# Scott Shriner
Scott Shriner (né le 11 juillet 1965 à Toledo, Ohio, États-Unis) est le bassiste du groupe rock Weezer. Il a joué sur les albums Maladroit et Make Believe, ainsi que sur le EP The Lion and the Witch.

## Biographie
Ancien membre des Marines américaines, Shriner quitte son Ohio natal à l'âge de 25 ans pour s'établir à Los Angeles, Californie et devenir musicien professionnel. Il fera partie de nombreux groupes : Black Elvis, Broken, Bomber, Exciters, The Great Barbecue Gods, Loved by Millions, The Movers, et même le groupe qui accompagnait Vanilla Ice.
À l'été 2002, Scott Shriner se joint à Weezer, dont il devient le bassiste après le départ, pour des raisons indéterminées, de son prédécesseur, Mikey Welsh. Un incident est survenu lors de son premier spectacle avec Weezer, lors du KROQ Inland Invasion Tour, lorsqu'un ancien collègue musicien saute sur scène pour s'en prendre à lui. Shriner continuera à jouer tandis que l'individu est expulsé par la sécurité.
Shriner joue aussi à l'occasion avec The Special Goodness, le projet du batteur de Weezer, Patrick Wilson
Il est marié à Jillian Lauren depuis une cérémonie tenue à Hawaii le 9 novembre 2005.